# Pascal Fages
Pas d'image ? Cliquez ici

a Compétitions nationales et continentales officielles uniquement.

b Matchs officiels uniquement.
Pascal Fages, né le 8 juillet 1970, est un joueur de rugby à XIII dans les années 1980 et 1990. Il occupe divers postes au cours de sa carrière : Demi d'ouverture, demi de mêlée, centre ou arrière.
Grand espoir du rugby à XIII français, il est très vite appelé en équipe de France en prenant part à la tournée de 1990. En club, il effectue sa carrière au sein du club de Pia dont il est capitaine avec pour point d'orgue le titre de Championnat de France en 1995 avec Paul Okesene, Karl Jaavuo, Patrick Torreilles, Lilian Hébert et Jacques Pech, tous internationaux. Avec la sélection française, Pascal Fages prend part à deux éditions de la Coupe du monde en 1989-1992 et 1995.
Son fils, Théo Fages, est aussi international français de rugby à XIII et grand joueur ayant fait sa carrière en Angleterre entre Salford, St Helens et Huddersfield.

## Biographie
Le club de Pia estime que sa défaite fut injuste lors de la finale du Championnat de France contre le XIII Catalan, par conséquent Pascal Fages décline la sélection française pour la tournée de 1994 deux jours avant le départ, ce qui provoque une réaction virulente de l'entraîneur de l'équipe de France, Jean-Christophe Vergeynst, qu'il estime intolérable et démissionne après cette tournée, pointant également du doigt le XIII Catalan ayant une attitude analogue avec Didier Cabestany.

## Palmarès
- Collectif :
  - Vainqueur du Championnat de France : 1995 (Pia).
  - Finaliste du Championnat de France : 1994 (Pia).
  - Finaliste de la Coupe de France : 1991 et 1995 (Pia).

### Détails en sélection
| 1.  | 23 juin 1991     | Nouvelle-Zélande          | 10-32 | Coupe du monde | Arrière          | - | - | - | - |
| 2.  | 7 juillet 1991   | Papouasie-Nouvelle-Guinée | 20-18 | Coupe du monde | Demi d'ouverture | - | - | - | - |
| 3.  | 24 novembre 1991 | Papouasie-Nouvelle-Guinée | 28-14 | Coupe du monde | Remplaçant       | - | - | - | - |
| 4.  | 16 février 1992  | Grande-Bretagne           | 12-30 | Test-match     | Centre           | - | - | - | - |
| 5.  | 7 mars 1992      | Grande-Bretagne           | 0-36  | Coupe du monde | Centre           | - | - | - | - |
| 6.  | 13 décembre 1992 | Pays de Galles            | 18-19 | Test-match     | Centre           | - | - | - | - |
| 7.  | 7 mars 1993      | Grande-Bretagne           | 6-48  | Test-match     | Centre           | 2 | - | 1 | - |
| 8.  | 2 avril 1993     | Grande-Bretagne           | 6-72  | Test-match     | Demi de mêlée    | - | - | - | - |
| 9.  | 4 mars 1994      | Pays de Galles            | 12-13 | Test-match     | Demi d'ouverture | - | - | - | - |
| 10. | 20 mars 1994     | Grande-Bretagne           | 4-12  | Test-match     | Demi d'ouverture | - | - | - | - |
| 11. | 9 octobre 1995   | Pays de Galles            | 6-28  | Coupe du monde | Demi d'ouverture | - | - | - | - |
| 12. | 12 octobre 1995  | Samoa                     | 10-56 | Coupe du monde | Demi d'ouverture | - | - | - | - |